# 하비다이커
하비다이커 (Cephalophus harveyi)는 영양의 일종으로 우제목/경우제목 소과에 속한다. 19종의 다이커 중의 하나로 탄자니아에서 발견되며, 케냐와 소말리아 남부 등에 산재하고 에티오피아 중부 지역에도 서식하는 것으로 추정되고 있다. 평균적으로 어깨높이는 40cm, 몸무게는 약 15kg 정도이다. 대부분 밤색을 띠지만 다리와 얼굴은 검다. 하비다이커는 주로 산악지대와 저지대 숲에서 살며, 먹이는 풀과 나뭇잎, 열매, 곤충, 새, 알, 부육 등이다. 멸종 위기종은 아니지만 산림 지역에서 보호되고 있다. 2008년 기준으로, 관심 대상종이다.